# Sándor Rónai (politico 1988)
Sándor Rónai (Budapest, 29 novembre 1988) è un politico ungherese.
Esponente di Coalizione Democratica, è stato eletto al Parlamento europeo in occasione delle elezioni europee del 2019.